# 197192 Kazinczy
197192 Kazinczy è un asteroide della fascia principale. Scoperto nel 2003, presenta un'orbita caratterizzata da un semiasse maggiore pari a 3,0707273 au e da un'eccentricità di 0,0944020, inclinata di 10,69737° rispetto all'eclittica.